# 21514 Gamalski
21514 Gamalski è un asteroide della fascia principale. Scoperto nel 1998, presenta un'orbita caratterizzata da un semiasse maggiore pari a 2,6384098 UA e da un'eccentricità di 0,2200708, inclinata di 6,81640° rispetto all'eclittica.